# Davie Selke
Davie Selke (Schorndorf, 20 gennaio 1995) è un calciatore tedesco di origini ceche ed etiopi, attaccante dell'İstanbul Başakşehir.

## Biografia
È nato in Germania da padre etiope e madre della Repubblica Ceca. È sposato con Evelyn, dal loro matrimonio è nata una figlia, Aiyana

## Caratteristiche tecniche
È un attaccante che trova la propria collocazione nel ruolo di punta centrale, è in possesso di una buona tecnica di base, il suo piede forte è il destro, è capace di calciare con potenza oltre a fare uso del tiro di testa, è un attaccante d'area che fa del suo punto di forza l'atletismo e il posizionamento, è inoltre un buon passatore ed è bravo pure con i calci di rigore, gioca principalmente come unica punta quando sfrutta le sue abilità di realizzatore.

## Carriera

### Club
Il 31 gennaio 2013 il Werder Brema ne acquista le prestazioni per 50000 €. Il 20 settembre 2014 realizza il suo primo gol in Bundesliga, segnando la prima rete della sfida persa contro l'Augusta (2-4), sigla per la prima volta una rete in una vittoria in campionato battendo per 4-0 il Paderborn, inoltre con un gol a un assist vincente contribuisce, alla vittoria su 2-1 contro il Borussia Dortmund, con lo stesso risultato si conclude la partita contro il Bayer Leverkusen dove Selke realizza una rete, inoltre il gol di Selke decide la vittoria per 1-0 contro l'Eintracht Francoforte.
Il 1º aprile 2015 la società trova un accordo per la cessione del giocatore al RB Lipsia a partire dall'estate per 8 milioni di euro.Gioca così nella seconda vidisione dove Selke segna una rete contro il Greuther Fürth e il Monaco 1860 pareggiando per 2-2 entrambe le partite, sigla un gol contro l'Eintracht Braunschweig vincendo per 2-0, segna la rete del 1-0 vincendo ai danni dell'Arminia Bielefeld, mentre nella vittoria per 3-1 contro il Fortuna Düsseldorf Selke scende in campo nel secondo tempo segnando un gol dopo tre minuto dal suo ingresso, realizza inoltre una doppietta battendo per 3-2 il Norimberga. La squadra si classifica seconda e viene promossa in prima divisione dove Selke segna il gol del 4-0 sconfiggendo l'Amburgo, realizza la rete del 3-1 battendo il Werder Brema, segna inoltre una doppietta nel successo per 4-1 contro l'Hertha Berlino.
Il 1º luglio 2017 si trasferisce per 8 milioni di euro nell'Hertha Berlino, nell'Europa League segna una doppietta battendo per 2-0 il Zorja. Detiene il proprio record personale in Bundesliga nell'edizione 2017-2018 con un totale di dieci reti, la prima con il gol del 3-3 pareggiando con il Wolfsburg, trasforma un rigore battendo per 3-0 l'Eintracht Francoforte, inoltre realizza una doppietta sconfiggendo prima per 3-2 il RB Lipsia e poi per 2-1 il Colonia. Torna a giocare per il Werder Brema, segna un gol nella Coppa di Germania vincendo per 3-2 contro il Borussia Dortmund, mentre durante il campionato realizza tre reti, l'ultima battendo per 4-1 il Hertha Berlino con un rigore. Riveste nuovamente la maglia dell'Hertha Berlino giocando l'ultima partita il 12 novembre 2022 entrando in campo gli ultimi minuti della vittoria contro il Colonia per 2-0.
A partire dal 2023 gioca per il Colonia, il 5 maggio realizza una doppietta sconfiggendo il Bayer Leverkusen per 2-1, mentre il 31 marzo 2024 segna il suo ultimo gol per la squadra segna il gol del 1-1 pareggiando contro l'Augusta, mentre la partita successiva dove vince per 2-1 contro il Bochum è l'ultima disputata da Selke con il Colonia.
Nel 2024 passa all'Amburgo, squadra militante in seconda divisione, segnando la sua prima rete in Coppa di Germania, battendo per 7-1 il Meppen.

### Nazionale
Gioca con la nazionale Under-19 e durante le qualificazioni per l'Europeo Under-19, Selke segna una rete battendo per 3-1 la Spagna, realizza inoltre un poker sconfiggendo per 5-0 la Lettonia; ottenuta la qualificazione la Germania vince la coppa continentale e Selke realizza sei gol, uno nel pareggio per 2-2 contro la Serbia e un altro contro l'Austria vincendo per 4-0, inoltre sigla una doppietta sconfiggendo prima la Bulgaria per 3-0 e poi prevalendo contro l'Ucraina per 2-0.
Con la nazionale Under-21 vince l'Europeo di categoria nel 2017, realizza una rete nel successo per 3-0 contro la Danimarca, segna un secondo gol contro l'Inghilterra pareggiando per 2-2 dove la Germania vince ai rigori per 4-3.
Nell'estate 2016 prende parte alle Olimpiadi di Rio, manifestazione in cui la squadra tedesca si aggiudica la medaglia d'argento nel torneo olimpico di calcio, Selke segna un gol prima nel pareggio per 3-3 contro la Corea del Sud e poi nella vittoria per 4-0 contro il Portogallo, inoltre serve al proprio compagno di squadra Nils Petersen l'assist con cui quest'ultimo realizza la rete del 2-0 battendo la Nigeria.

## Statistiche

### Presenze e reti nei club
Statistiche aggiornate al 30 giugno 2025.
| Stagione              | Squadra               | Campionato            | Campionato | Campionato | Coppe nazionali | Coppe nazionali | Coppe nazionali | Coppe europee | Coppe europee | Coppe europee | Altre coppe | Altre coppe | Altre coppe | Totale | Totale |
| Stagione              | Squadra               | Comp                  | Pres       | Reti       | Comp            | Pres            | Reti            | Comp          | Pres          | Reti          | Comp        | Pres        | Reti        | Pres   | Reti   |
| --------------------- | --------------------- | --------------------- | ---------- | ---------- | --------------- | --------------- | --------------- | ------------- | ------------- | ------------- | ----------- | ----------- | ----------- | ------ | ------ |
| 2013-2014             | Werder Brema II       | RL                    | 26         | 9          | -               | -               | -               | -             | -             | -             | -           | -           | -           | 26     | 9      |
| 2013-2014             | Werder Brema          | BL                    | 3          | 0          | CG              | 0               | 0               | -             | -             | -             | -           | -           | -           | 3      | 0      |
| 2014-2015             | Werder Brema          | BL                    | 30         | 9          | CG              | 3               | 1               | -             | -             | -             | -           | -           | -           | 33     | 10     |
| 2015-2016             | RB Lipsia             | 2L                    | 30         | 10         | CG              | 2               | 0               | -             | -             | -             | -           | -           | -           | 32     | 10     |
| 2016-2017             | RB Lipsia             | BL                    | 21         | 4          | CG              | 0               | 0               | -             | -             | -             | -           | -           | -           | 21     | 4      |
| Totale Lipsia         | Totale Lipsia         | Totale Lipsia         | 51         | 14         |                 | 2               | 0               |               | -             | -             |             | -           | -           | 53     | 14     |
| 2017-2018             | Hertha Berlino        | BL                    | 27         | 10         | CG              | 1               | 0               | UEL           | 3             | 4             | -           | -           | -           | 31     | 14     |
| 2018-2019             | Hertha Berlino        | BL                    | 30         | 3          | CG              | 2               | 1               | -             | -             | -             | -           | -           | -           | 32     | 4      |
| 2019-gen. 2020        | Hertha Berlino        | BL                    | 19         | 1          | CG              | 2               | 0               | -             | -             | -             | -           | -           | -           | 21     | 1      |
| gen.-giu. 2020        | Werder Brema          | BL                    | 11         | 0          | CG              | 2               | 1               | -             | -             | -             | -           | -           | -           | 13     | 1      |
| 2020-2021             | Werder Brema          | BL                    | 23         | 3          | CG              | 3               | 0               | -             | -             | -             | -           | -           | -           | 26     | 3      |
| Totale Werder Brema   | Totale Werder Brema   | Totale Werder Brema   | 67         | 12         |                 | 8               | 2               |               | -             | -             |             | -           | -           | 75     | 14     |
| 2021-2022             | Hertha Berlino        | BL                    | 25         | 4          | CG              | 3               | 1               | -             | -             | -             | -           | -           | -           | 28     | 5      |
| 2022-gen. 2023        | Hertha Berlino        | BL                    | 13         | 1          | CG              | 1               | 1               | -             | -             | -             | -           | -           | -           | 14     | 2      |
| Totale Hertha Berlino | Totale Hertha Berlino | Totale Hertha Berlino | 114        | 19         |                 | 9               | 3               |               | 3             | 4             |             | -           | -           | 126    | 26     |
| gen.-giu. 2023        | Colonia               | BL                    | 17         | 5          | CG              | 0               | 0               | -             | -             | -             | -           | -           | -           | 17     | 5      |
| 2023-2024             | Colonia               | BL                    | 19         | 6          | CG              | 2               | 0               | -             | -             | -             | -           | -           | -           | 21     | 6      |
| Totale Colonia        | Totale Colonia        | Totale Colonia        | 36         | 11         |                 | 2               | 0               |               | -             | -             |             | -           | -           | 38     | 11     |
| 2024-2025             | Amburgo               | 2L                    | 31         | 22         | CG              | 2               | 1               | -             | -             | -             | -           | -           | -           | 33     | 23     |
| Totale carriera       | Totale carriera       | Totale carriera       | 325        | 87         |                 | 23              | 6               |               | 3             | 4             |             | -           | -           | 354    | 97     |

## Palmarès

### Nazionale
- Campionato europeo di calcio Under-19: 1

Ungheria 2014
- Argento olimpico: 1

Rio de Janeiro 2016
- Campionato d'Europa Under-21: 1

Polonia 2017

### Individuale
- Capocannoniere dell'Europeo Under-19: 1

2014 (6 gol)
- Golden Player dell'Europeo Under-19: 1

2014
- Capocannoniere della 2. Fußball-Bundesliga: 1

2024-2025 (22 reti)